# S/2017 J 9
S/2017 J 9 är en av Jupiters månar. Den upptäcktes år 2017 av Scott S. Sheppard. S/2017 J 9 är cirka 3 kilometer i diameter och roterar kring Jupiter på ett avstånd av cirka 21 487 000 kilometer.
S/2017 J 9 har ännu inte fått något officiellt namn.